# 21番染色体 (ヒト)
ヒト21番染色体（ヒトにじゅういちばんせんしょくたい）は、常染色体の1つ。21番染色体は22種類ある常染色体のうち最も小さく、270の遺伝子が含まれる。含まれる遺伝子が少ないため、他の染色体にくらべ染色体異常の影響が小さく、染色体数に異常が生じた場合でも生存が可能であり、その症状はダウン症として現れる。
染色体は大きい順から順番をつけるのが慣わしであったのだが22番染色体より前にこちらが発見されたため、21番染色体と22番染色体は大きさと番号が逆転してしまっている。

## 21番染色体に関連する疾患

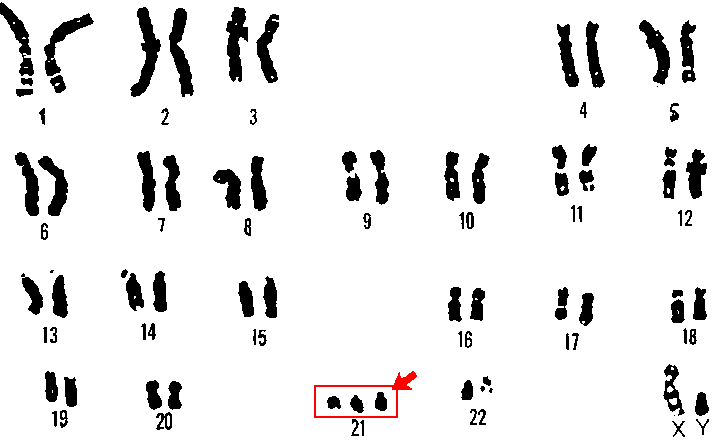
ダウン症候群 通常では21番染色体を2本もっているところを、ダウン症の人は3本持っている（このことを、三倍体を形成している、という）。右下に見えるXとYは性染色体。

- ダウン症候群：通常では21番染色体は2本をもっているところを、3本持っている先天異常（トリソミー症）。
- 自己免疫疾患：原因遺伝子AIREが21番染色体上にある。この遺伝子が変異を起こすと発症する。
- 難聴：遺伝性難聴DFNB1の原因遺伝子TMPRSS3が21番染色体上に乗っている。11番目のエクソンに挿入変異がおこることで発症する。